# Graham Swift
Pour les articles homonymes, voir Swift.
Graham Swift, né le 4 mai 1949 à Londres, est un écrivain britannique.

## Biographie
Il fait ses études comme élève du Dulwich College de Londres, puis du Queens' College de l'Université de Cambridge, et plus tard de l’Université d'York.
Il amorce sa carrière d'écrivain en 1980 avec la publication du roman The Sweet-Shop Owner, mais c'est deux ans plus tard, avec L‘Affaire Shuttlecock (Shuttlecock), qu'il attire l'attention et remporte le prix Geoffrey Faber Memorial.
Le récit de Le Pays des eaux (Waterland), paru en 1983, est situé dans les Fens, une région marécageuse de l’Est de l’Angleterre ; c’est un récit où le paysage, l’histoire et la famille constituent les thèmes majeurs. Ce roman, souvent cité parmi les plus remarquables de la littérature britannique d'après la Seconde Guerre mondiale, est devenu le sujet d'études de nombreux cours de littérature anglaise. Dans une interview, parue en 1986 dans le magazine BOMB, l’écrivain Patrick McGrath interroge Graham Swift sur le «sens de la magie» développé dans Le Pays des eaux : « l’expression que tout le monde emploie est celle du réalisme magique, qui est devenue désormais un peu éculée. Mais d’autre part, il n’y a aucun doute que les écrivains anglais de ma génération ont été fortement influencés par des auteurs étrangers qui possèdent, d’une manière ou d’une autre cette qualité de magie, de surnaturel, tels que Jorge Luis Borges, García Márquez, Günter Grass, et que ceci a été stimulant. En général, je crois que cela a été une bonne chose. Car nous sommes, comme toujours dans ce pays, terriblement bornés, absorbés en nous-mêmes et culturellement isolés. Il est grand temps pour nous d’absorber des choses venant de l’extérieur. »
À tout jamais (Ever After), paru en 1992, est lauréat en France du prix du Meilleur livre étranger 1994. La Dernière Tournée (Last Orders) remporte en 1996 le James Tait Black Memorial Prize dans la catégorie fiction et un Booker Prize quelque peu controversé, en raison de ressemblances superficielles de son intrigue avec celle de Tandis que j’agonise (As I Lay Dying), le célèbre roman de William Faulkner.
Quelques titres de Graham Swift ont été adaptés au cinéma, notamment Le Pays des eaux pour le film Waterland, réalisé en 1992 par Stephen Gyllenhaal, avec Jeremy Irons, ainsi que La Dernière Tournée pour le film Last Orders, réalisé en 2001 par Fred Schepisi, avec Michael Caine et Bob Hoskins.
Ses ouvrages sont traduits dans plus d'une vingtaine de langues. En France, ses ouvrages sont traduits par l'écrivain et poète Robert Davreu.

## Œuvres

### Romans
- The Sweet-Shop Owner (1980)
- Shuttlecock (1982) - Prix Geoffrey Faber Memorial 1983 Publié en français sous le titre L‘Affaire Shuttlecock, traduit par Robert Davreu, Paris, Éditions Robert Laffont, coll. « Pavillons », 1992, 255 p.  (ISBN 2-221-05492-X)
- Waterland (1983) Publié en français sous le titre Le Pays des eaux, traduit par Robert Davreu, Paris, Éditions Robert Laffont, coll. « Pavillons », 1985, 240 p.  (ISBN 2-221-04389-8) ; réédition, Paris, Gallimard, coll. « Folio » no 2536, 1995  (ISBN 2-07-038816-6)
- Out of This World (1988) Publié en français sous le titre Hors de ce monde, traduit par Robert Davreu, Paris, Éditions Robert Laffont, coll. « Pavillons », 1988, 253 p.  (ISBN 2-221-05488-1)
- Ever After (1992) - Prix du Meilleur livre étranger 1994 Publié en français sous le titre A tout jamais, traduit par Robert Davreu, Paris, Éditions Gallimard, coll. « Du monde entier », 1993, 240 p.  (ISBN 2-07-073287-8)
- Last Orders (1996) - James Tait Black Memorial Prize 1996 et Booker Prize 1996 Publié en français sous le titre La Dernière Tournée, traduit par Robert Davreu, Paris, Éditions Gallimard, coll. « Du monde entier », 1997, 384 p.  (ISBN 2-07-074387-X)
- The Light of Day (2003) Publié en français sous le titre La Lumière du jour, traduit par Robert Davreu, Paris, Éditions Gallimard, coll. « Du monde entier », 2004, 336 p.  (ISBN 2-07-076754-X)
- Tomorrow (2007) Publié en français sous le titre Demain, traduit par Robert Davreu, Paris, Éditions Gallimard, coll. « Du monde entier », 2008, 588 p.  (ISBN 978-2-07-078459-2)
- Wish You Were Here (2011)  Publié en français sous le titre J’aimerais tellement que tu sois là, traduit par Robert Davreu, Paris, Éditions Gallimard, coll. « Du monde entier », 2013, 416 p.  (ISBN 978-2-07-013442-7) ; réédition, Paris, Gallimard, coll. « Folio » no 5893, 2015  (ISBN 978-2-07-046250-6)
- Mothering Sunday: A Romance (2016) Publié en français sous le titre Le Dimanche des mères, traduit par Marie-Odile Fortier-Masek, Paris, Éditions Gallimard, coll. « Du monde entier », 2017, 144 p.  (ISBN 978-2-07-017871-1) ; réédition, Paris, Gallimard, coll. « Folio » no 6577, 2018  (ISBN 978-2-07-077917-8)
- Here We Are (2020) Publié en français sous le titre Le grand jeu, traduit par France Camus-Pichon, Paris, Éditions Gallimard, coll. « Du monde entier », 2021, 192 p.  (ISBN 978-2-07-287087-3)[5]

### Recueils de nouvelles
- Learning to Swim (1982) Publié en français sous le titre La Leçon de natation et autres nouvelles, traduit par Robert Davreu, Paris, Éditions Gallimard, coll. « Du monde entier », 1995, 312 p.  (ISBN 2-07-073053-0)
- Chemistry (2008)

- England and Other Stories (2014)

- Douze histoires d'après-guerre, Gallimard, 2025[6]

### Autre publication
- Making an Elephant: Writing from Within (2008)

## Adaptations cinématographiques
- 1992 : Waterland, film britannique réalisé par Stephen Gyllenhaal, d'après le roman éponyme, avec Jeremy Irons et Sinéad Cusack
- 1993 : Entre chien et loup (Shuttlecock), film franco-britannique réalisé par Andrew Piddington, d'après le roman éponyme, avec Alan Bates et Lambert Wilson
- 2001 : Last Orders, germano-britannique réalisé par Fred Schepisi, d'après le roman éponyme, avec Michael Caine Tom Courtenay, David Hemmings, Bob Hoskins et Helen Mirren
- 2021 :  Mothering Sunday , film britannique réalisé par Eva Husson, d'après le roman éponyme, avec Odessa Young , Josh O'Connor, Olivia Colman et Colin Firth